# Sportwagenrennen Parma 1947

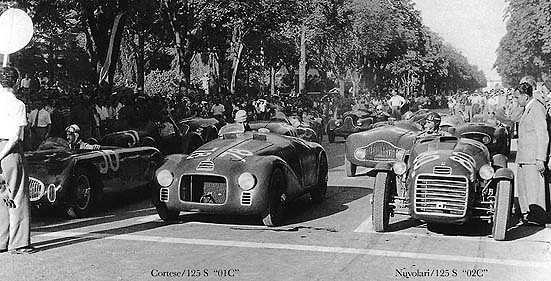
Der Rennstart, in der Mitte der Ferrari 125 Spyder von Franco Cortese, rechts der Spyder Corsa mit Tazio Nuvolari am Steuer

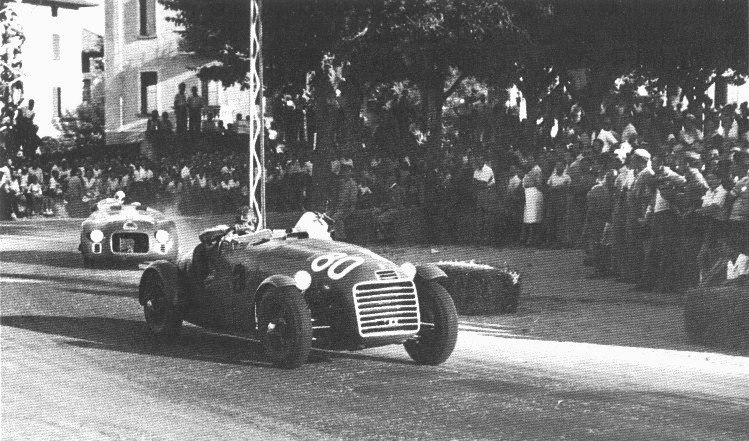
Rennsieger Tazio Nuvolari vor seinem Teamkollegen Franco Cortese

Die Sportwagenrennen Parma 1947, auch Circuito di Parma, fand am 13. Juli auf einem Rundkurs in Parma statt.

## Das Rennen
Nur eine Woche nach der Coppa Luigi Arcangeli fand auf dem Circuito di Parma ein weiteres Sportwagenrennen statt. Wie in der Woche davor siegte Carlo Pesci beim am Vormittag ausgefahrenen Rennen für Fahrzeuge bis 0,75-Liter-Hubraum. Das Hauptrennen wurde zum Zweikampf der beiden Ferrari-Werksfahrer Franco Cortese und Tazio Nuvolari. Cortese hatte in der vergangenen Wochen die Rennen in Rom, Vercelli, Vigevano und Varese gewonnen. Der Vorkriegs-Spitzenfahrer Nuvolari hatte die Coppa gewonnen.
Der drei Kilometer lange Rundkurs musste 30-mal durchfahren werden. Nach einem Rennen lang andauernden Duell siegte Nuvolari nach einer Fahrzeit von 57:36,300 Minuten eine Sekunde vor seinem Teamkollegen Cortese. Als Einziger konnte Guido Barbieri auf einem privat gemeldeten Maserati annähernd mithalten; hatte im Ziel aber schon mehr als zwei Minuten Rückstand auf die beiden Ferrari.

## Ergebnisse

### Schlussklassement
| 1           | S 1.5 | 80 | Scuderia Ferrari   | Tazio Nuvolari       | Ferrari 125 Spyder Corsa | 30 |
| 2           | S 1.5 | 78 | Scuderia Ferrari   | Franco Cortese       | Ferrari 125 Spyder       | 30 |
| 3           | S 1.5 |    |                    | Guido Barbieri       | Maserati                 | 30 |
| 4           | S 1.1 |    |                    | Gino Torelli         | Fiat 1100                | 29 |
| 5           | S 1.1 |    |                    | Alberto Comirato     | Fiat 1100                | 29 |
| 6           | S 1.1 |    |                    | Carlo Pesci          | Fiat 1100                | 28 |
| 7           | S 1.5 |    |                    | Spagni               | Lancia Aprilia 1500      | 27 |
| 8           | S 1.1 |    |                    | Giovanni Quintavalla | Fiat 1100                | 26 |
| 9           | S 1.1 |    |                    | Alberto Del Bono     | Fiat 1100                | 24 |
| 10          | S 1.1 |    |                    | Pelloni              | Maserati 1100            | 24 |
| 11          | S 1.1 |    |                    | Alberto Fava         | Fiat 1100                | 22 |
| Ausgefallen |       |    |                    |                      |                          |    |
| 12          |       |    |                    | Felice Bonetto       |                          |    |
| 13          |       |    |                    | C. Cavacciuti        |                          |    |
| 14          |       |    |                    | Soave Besana         |                          |    |
| 15          |       |    |                    | Emilio Carnevalli    |                          |    |
| 16          | S 1.5 | 90 | Francesco Nissotti | Francesco Nissotti   | Stanguellini S1500       |    |
| 17          |       |    |                    | Marcelo Gallerani    |                          |    |
| 18          |       |    |                    | Umberto Conti        |                          |    |

### Nur in der Meldeliste
Zu diesem Rennen sind keine weiteren Meldungen bekannt.

### Klassensieger
| Klasse | Fahrer         | Fahrzeug                 | Platzierung im Gesamtklassement |
| ------ | -------------- | ------------------------ | ------------------------------- |
| S 1.5  | Tazio Nuvolari | Ferrari 125 Spyder Corsa | Gesamtsieg                      |
| S 1.1  | Gino Torelli   | Fiat 1100                | Rang 4                          |

### Renndaten
- Gemeldet: 18
- Gestartet: 18
- Gewertet: 11
- Rennklassen: 2
- Zuschauer: unbekannt
- Wetter am Renntag: unbekannt
- Streckenlänge: 3,000 km
- Fahrzeit des Siegerteams: 0:57:36,300 Stunden
- Gesamtrunden des Siegerteams: 30
- Gesamtdistanz des Siegerteams: 90,000 km
- Siegerschnitt: 93,733 km/h
- Schnellste Trainingszeit: unbekannt
- Schnellste Rennrunde: Tazio Nuvolari – Ferrari 125 Spyder Corsa (#80) – 1:50,000 – 98,182 km/h
- Rennserie: zählte zu keiner Rennserie